# Nord-Pas-de-Calais
Nord-Pas-de-Calais – region administracyjny Francji (1982–2015), położony w północnej części kraju, którego ośrodkiem administracyjnym był Lille. Graniczył z Belgią oraz regionem Pikardia.
W 1999 r. miejskie wieże strażnicze beffroi z północnej Francji wspólnie z belgijskimi (Flandria i Walonia) zostały wpisane na listę światowego dziedzictwa UNESCO.
W 2012 r. tamtejsze zagłębie węglowe zostało wpisane na listę światowego dziedzictwa UNESCO.
Region dzielił się na dwa departamenty: Nord oraz Pas-de-Calais. Główne miasta to:
- Lille
- Roubaix
- Dunkierka
- Tourcoing
- Calais
- Villeneuve-d’Ascq
- Boulogne-sur-Mer
- Valenciennes
- Douai
- Arras
- Lens